# Eduard Karius
Eduard Ferdynandowicz Karius, ros. Эдуард Фердинандович Кариус (ur. 11 kwietnia?/23 kwietnia 1893 w stanicy Nowo-Dmitrijewskaja, zm. 19 lipca 1974 w Los Angeles) – rosyjski wojskowy (generał), przedstawiciel atamana Kozaków kubańskich na Węgrzech w okresie międzywojennym, przedstawiciel atamanów Donu, Kubania, Tereka i Astrachania podczas II wojny światowej.

## Życiorys
Ukończył szkołę wojskową w Wilnie, uzyskując stopień podporucznika. Służył w 8 Turkiestańskim Pułku Strzeleckim. Brał udział w I wojnie światowej. Został ranny. Po wyleczeniu skierowano go w 1915 r. do oficerskiej szkoły strzeleckiej w Oranienbaumie. Po jej ukończeniu pozostał w niej jako instruktor wojskowy. W 1916 r. objął dowództwo samodzielnego pododdziału karabinów maszynowych, na czele którego wyruszył na front kaukaski. Pododdział wszedł w skład Dońskiej Brygady Płastuńskiej. Późnym latem 1917 r. podporządkowano go 5 Kaukaskiej Dywizji Kozackiej, w ramach której w grudniu tego roku przybył na Kubań. Eduard F. Karius wstąpił do nowo formowanych wojsk Białych. Mianowano go dowódcą pociągu pancernego. Po jego rozbiciu przeszedł do Kubańskiego Pułku Strzeleckiego. Od początku października 1918 r. w stopniu podpułkownika pełnił funkcję komendanta oficerskiej szkoły strzeleckiej i karabinów maszynowych w Jekaterynodarze. W połowie listopada 1920 r. wraz z wojskami Białych został ewakuowany z Krymu do Gallipoli. Na emigracji zamieszkał na Węgrzech, gdzie od 1927 r. był przedstawicielem atamana Kozaków kubańskich. W okresie II wojny światowej pełnił funkcję przedstawiciela atamanów Donu, Kubania, Tereka i Astrachania. Brał udział w akcji werbunkowej Kozaków do oddziałów wojskowych w służbie niemieckiej. Na początku 1945 r. ewakuował się do Kempten. Po zakończeniu wojny mieszkał w zachodnich Niemczech. W 1956 r. wyemigrował do USA.